# Ла Грејнџ Парк (Илиноис)
Ла Грејнџ Парк (енгл. La Grange Park) град је у америчкој савезној држави Илиноис.

## Демографија
По попису из 2010. године број становника је 13.579, што је 284 (2,1%) становника више него 2000. године.
| Група             | 2000.          | 2010.          |
| Белци             | 12.061 (90,7%) | 11.671 (85,9%) |
| Афроамериканци    | 409 (3,1%)     | 530 (3,9%)     |
| Азијати           | 218 (1,6%)     | 263 (1,9%)     |
| Хиспаноамериканци | 472 (3,6%)     | 929 (6,8%)     |
| Укупно            | 13.295         | 13.579         |